# Stephen Burgess
Stephen Burgess (ur. 1956) – brydżysta reprezentujący  Australię oraz Nową Zelandię, World International Master (WBF).

## Wyniki brydżowe

### Olimpiady
Na olimpiadach uzyskał następujące rezultaty:
| Olimpiady brydżowe. Zawody teamów | Olimpiady brydżowe. Zawody teamów | Olimpiady brydżowe. Zawody teamów | Olimpiady brydżowe. Zawody teamów | Olimpiady brydżowe. Zawody teamów | Olimpiady brydżowe. Zawody teamów |
| Rok                               | Miejsce                           | Zawody                            | Kategoria                         | Drużyna                           | Pozycja                           |
| --------------------------------- | --------------------------------- | --------------------------------- | --------------------------------- | --------------------------------- | --------------------------------- |
| 2000                              | Maastricht                        | 11. Olimpiada Brydżowa            | Open                              | Australia                         | 9                                 |
| 1988                              | Wenecja                           | 8. Olimpiada Teamów               | Open                              | Australia                         | 13                                |
| 1984                              | Seattle                           | 7. Olimpiada Teamów               | Open                              | Australia                         | 13                                |

### Zawody światowe
W światowych zawodach zdobył następujące lokaty:
| Mistrzostwa Świata. Konkurencja teamów | Mistrzostwa Świata. Konkurencja teamów | Mistrzostwa Świata. Konkurencja teamów | Mistrzostwa Świata. Konkurencja teamów | Mistrzostwa Świata. Konkurencja teamów | Mistrzostwa Świata. Konkurencja teamów |
| Rok                                    | Miejsce                                | Zawody                                 | Kategoria                              | Drużyna                                | Pozycja                                |
| -------------------------------------- | -------------------------------------- | -------------------------------------- | -------------------------------------- | -------------------------------------- | -------------------------------------- |
| 2014                                   | Sanya                                  | 14. Seria Mistrzostw Świata            | Miksty                                 | Burgess                                | 80                                     |
| 2014                                   | Sanya                                  | 14. Seria Mistrzostw Świata            | Open                                   | Lorenz                                 | 17                                     |
| 2006                                   | Werona                                 | 12. Mistrzostwa Świata                 | Open                                   | Noble                                  | 65                                     |
| 2003                                   | Monte Carlo                            | 36. Mistrzostwa Świata Teamów          | Open                                   | New Zealand                            | 16                                     |
| 2003                                   | Monte Carlo                            | 36. Mistrzostwa Świata Teamów          | Trans                                  | Jacob                                  | 13                                     |
| 1997                                   | Hammamet                               | 33. Mistrzostwa Świata Teamów          | Open                                   | Australia                              | 11                                     |
| 1994                                   | Albuquerque                            | 9. Mistrzostwa Świata                  | Open                                   | Marston                                | 33                                     |
| 1989                                   | Perth                                  | 29. Mistrzostwa Świata Teamów          | Open                                   | Australia                              | 4                                      |

| Mistrzostwa Świata. Konkurencja par | Mistrzostwa Świata. Konkurencja par | Mistrzostwa Świata. Konkurencja par | Mistrzostwa Świata. Konkurencja par | Mistrzostwa Świata. Konkurencja par | Mistrzostwa Świata. Konkurencja par |
| Rok                                 | Miejsce                             | Zawody                              | Kategoria                           | Partner                             | Pozycja                             |
| ----------------------------------- | ----------------------------------- | ----------------------------------- | ----------------------------------- | ----------------------------------- | ----------------------------------- |
| 2014                                | Sanya                               | 14. Seria Mistrzostw Świata         | Open                                | Gabi Lorenz                         | 42                                  |
| 2014                                | Sanya                               | 14. Seria Mistrzostw Świata         | Miksty                              | Nevena Djurovic                     | 146                                 |
| 2010                                | Filadelfia                          | 13. Mistrzostwa Świata              | Open                                | Michael Courtney                    | 21                                  |
| 2006                                | Werona                              | 12. Mistrzostwa Świata              | Open                                | Michael Prescott                    | 18                                  |
| 2006                                | Werona                              | 12. Mistrzostwa Świata              | Miksty                              | Christine Buylson                   | 322                                 |
| 1986                                | Miami Beach                         | 7. Mistrzostwa Świata               | Open                                | Paul Marston                        | 3                                   |

### Zawody europejskie
W europejskich zawodach zdobył następujące lokaty:
| Zawody europejskie. Konkurencja par | Zawody europejskie. Konkurencja par | Zawody europejskie. Konkurencja par | Zawody europejskie. Konkurencja par | Zawody europejskie. Konkurencja par | Zawody europejskie. Konkurencja par |
| Rok                                 | Miejsce                             | Zawody                              | Kategoria                           | Partner                             | Pozycja                             |
| ----------------------------------- | ----------------------------------- | ----------------------------------- | ----------------------------------- | ----------------------------------- | ----------------------------------- |
| 1995                                | Rzym                                | 8. Mistrzostwa Europy Par           | Open                                | Sean O'Lubaigh                      | 267                                 |

## Klasyfikacja
- Stephen Burgess – klasyfikacja WBF (ang.)